# Легкі крейсери типу «Таун» (1910)
Тип «Таун» - двадцять один легкий крейсер, побудовані для Королівського флоту  та Королівського флоту Австралії у першій половині 20-го століття. Ці кораблі були крейсерами з великим радіусом дії, придатними для патрулювання розтягнутих торгових маршрутів, важливих для Британської імперії. Ці кораблі, які спочатку класифікували як крейсери другого класу, були побудовані за серією проєктів, відомих як «Брістоль» (п'ять кораблів), «Веймут» (чотири кораблі), «Чатем» (три кораблі для Великої Британії, плюс три кораблі для Австралії), «Бірмінгем» (три кораблі, плюс один корабель для Австралії), а також «Беркенгед» (два кораблі)  – усі вони названі на чессть  британських міст або австралійських міст для кораблів Королівського флоту Австралії.

## Історія служби

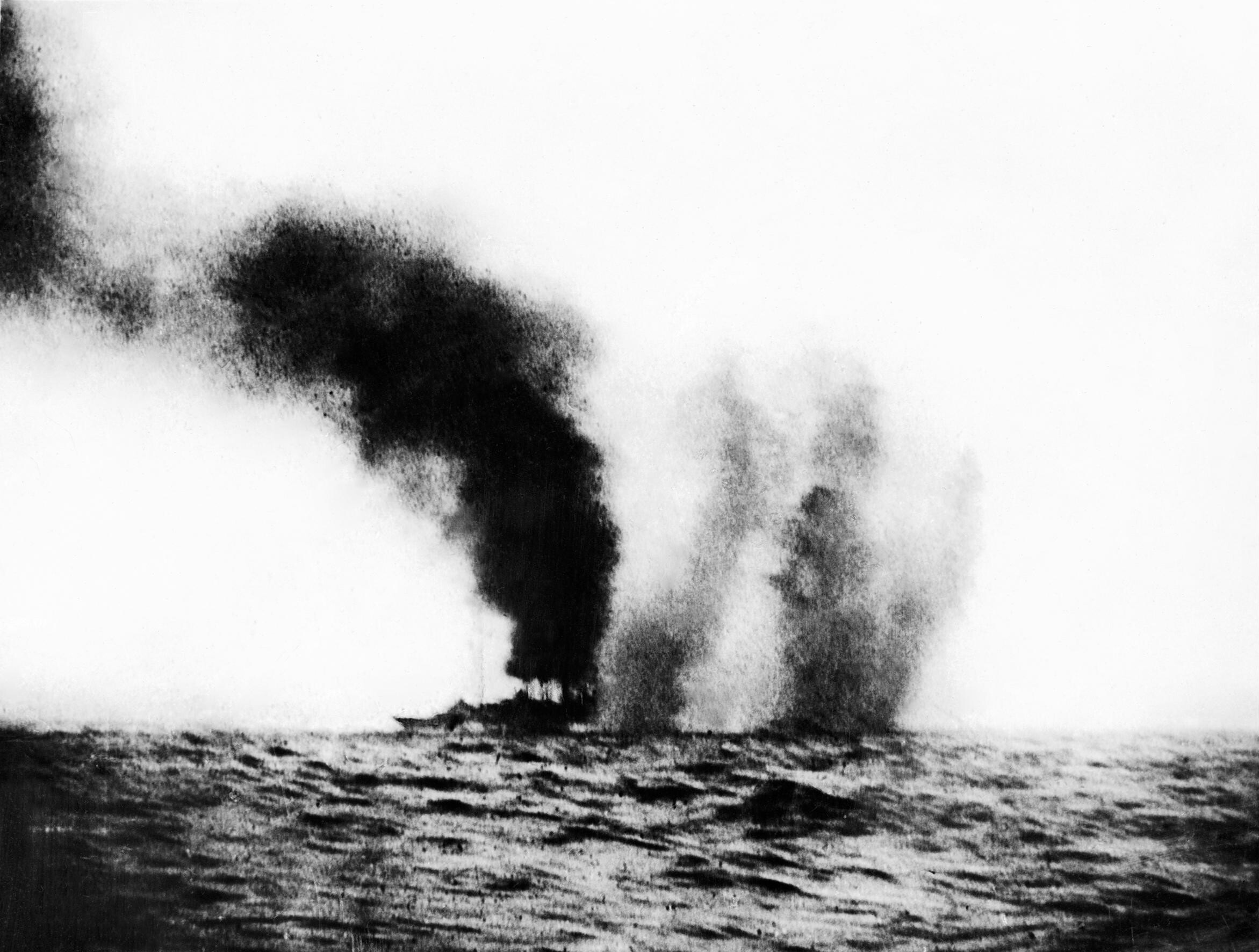
HMS Birmingham під обстрілом у Ютландській битві

Ці крейсери брали активну участь у Першій світовій війні, і багато з цих кораблів залишили слід в історії. Кораблі цього типу брали участь у битві при Коронелі, битві поблизу Фолклендських островів та битві у Гельголандської затоці в 1914 році. Того ж року «Сідней» атакував «Емден» і після бою, який тривав понад годину, капітан мусив спрямувати німецький військовий корабель на берег, щоб уникнути його затоплення.  Того ж року «Бірмінгем» став першим кораблем, який потопив підводний човен, коли 9 серпня протаранив німецький підводний човен U-15.
У 1915 році «Глазго» знайшов німецький крейсер «Дрезден», який 1914 року єдиний з німецьких кораблів зумів вижити у битві біля Фолклендських островів, у якій «Глазго» допоміг потопити інший німецький легкий крейсер  «Лейпциг». Зрештою «Дрезден» був затоплений його власною командою після короткого бою. Кораблі типу «Таун» також брали участь у битві при Доггер-банці в 1915 році.

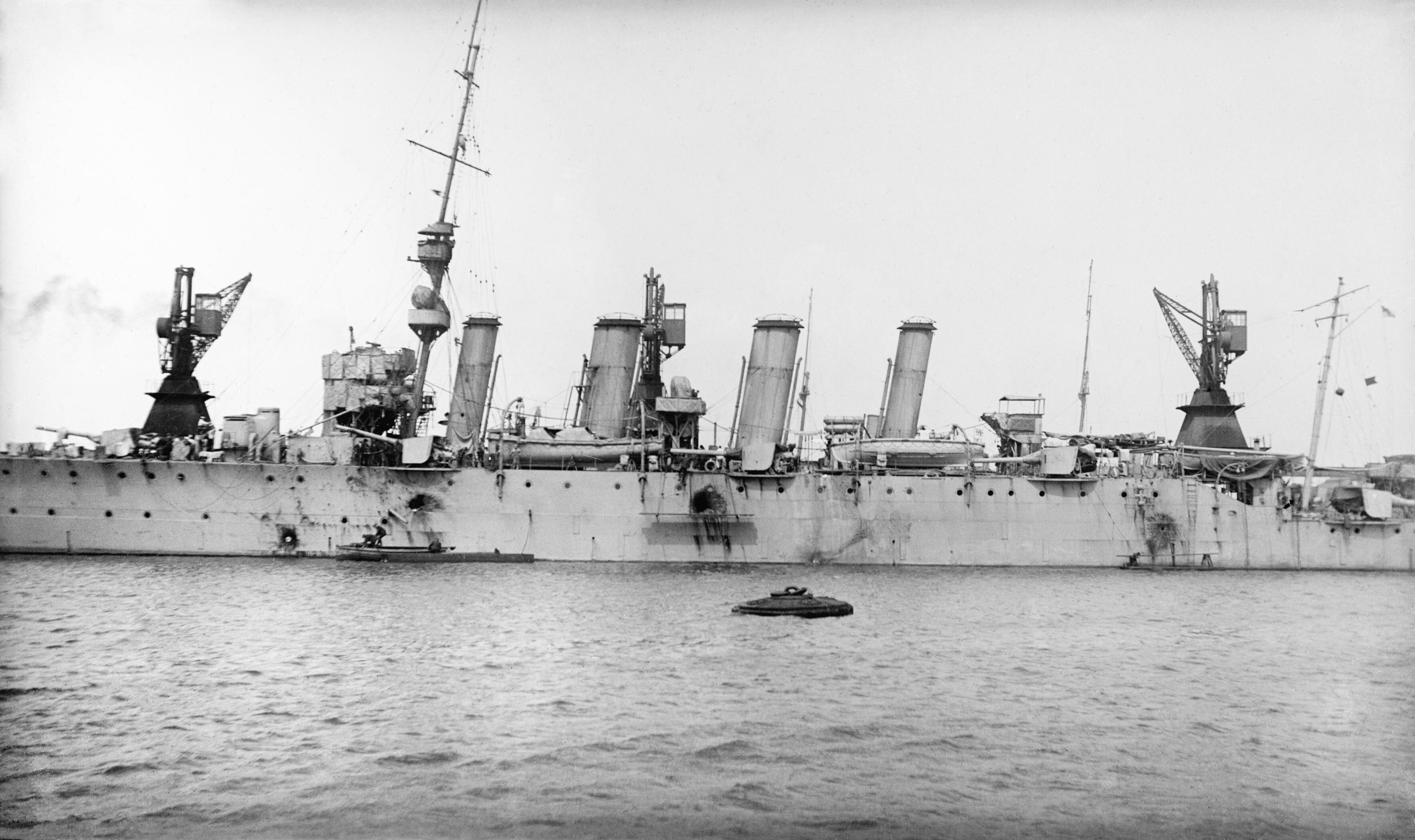
HMS Chester, демонструє пошкодження, які корабель зазнанав в Ютландській битві, 31 травня 1916 р.

У 1916 році  «Тауни» також брали участь у Ютландській битві, найбільшій надводній битві Першої світової війни. У 1917 році винищувач Sopwith Pup з крейсера «Ярмут» збив німецький дирижабль Zeppelin L23, ставши першим в історії запущеним з корабля літаком, який збив інший літальний апарат. Також крейсери типу «Таун» активно залучалися до інших бойових завдань, включно з діями проти німецького торгового флоту.  Під час війни два кораблі цього типу  були потоплені: «Фалмут» та   «Нотігем» обидва були торпедовані німецькими підводними човнами.
Після закінчення Першої світової війни вцілілі кораблі виконували різноманітні обов'язки, включаючи службу на закордонних станціях. Усі кораблі, крім «Аделаїди», були списані на металобрухт у 1930-х роках. Між 1938 і 1939 роками на «Аделаїді» здійснювався масштабний ремонт. Однак крейсер був застарілим на момент початку Другої світової війни, і він лише виконував патрульні та ескортні місії в Тихому та Індійському океанах. У 1945 році корабель виключили зі складу флоту, але тимчасово повернули для використання у якості тендера у Сіднеї. «Аделаїда» була утилізована в 1949 році.